# باشگاه فوتبال کوژوتپک
باشگاه فوتبال کوژوتپک یک باشگاه فوتبال حرفه‌ای اهل السالوادور بود که در کوژوتپک، کوسکاتلان واقع شده است. این تیم در سال ۲۰۰۳ فعالیت خود را متوقف کرد.

## افتخارات
- لیگ برتر السالوادور: ۱ نایب قهرمانی
- دسته دوم السالوادور: ۱ قهرمانی